# Lieksanjoki
La Lieksanjoki est une rivière de Finlande et de Russie.

## Géographie
Son cours supérieur est situé en république de Carélie, en Russie, et comprend les lacs Leksozero et Toulos. La rivière alimente le lac Pielinen en Carélie du Nord (Finlande).
La rivière appartient au bassin de la Vuoksi en Finlande et en Russie, lui-même partie du bassin de la Neva en Russie.